# 桜井光堂
桜井 光堂（さくらい こうどう、1915年11月23日 - 没年不明）は、日本の国際法学者、駒澤大学名誉教授。
山口県宇部市生まれ。旧制松江高等学校を経て1941年東京帝国大学文学部国文科卒、同大学院に進む。1942年同法学部政治学科に入学し1944年卒業、1976年東北大学法学博士。
1953年九州大学助手、1955年北九州大学商学部助教授、1958年麗澤短期大学助教授、1961年国士舘大学政経学部助教授、1964年教授、1966年駒澤大学法学部教授、1992年定年退職。

## 著書
- 日本の診断 世界書院 1963
- 道徳のための国際法教典 広池学園出版部 1964
- 日本の文化政策 美と聖と婚姻と 錦正社 1965
- 国際文化政策 民族接触と文化交流の理論 誠信書房 1965
- 古事記は神話ではない 日本古代国家の発見 人物往来社 1968
- 古事記の探究 古代国家連合の成立 評論社 1969
- 古事記は神話ではない 続 秋田書店 1970
- 古事記は神話ではない 続々 秋田書店 1971
- 古事記は神話ではない 完結編 秋田書店 1972
- 古代日本の領土 領土画定と記紀解読の実証的研究 公論社 1975
- 古代日本領土の起原 日本領土の発祥的形態に関する研究 新有堂 1996.1

## 註
1. ↑  桜井光堂「定年に際して : わが研究の軌跡」『法学論集』第43巻、駒澤大学、1991年3月31日、203-213頁、NAID 110000212951。